# 桑莱弗雷桑
桑莱弗雷桑（法語：Sains-lès-Fressin，法語發音：[sɛ̃ lɛ fʁɛsɛ̃]，意为“弗雷桑附近的桑”）是法国上法蘭西大區加来海峡省的一个市镇，属于蒙特勒伊区。

## 地理
桑莱弗雷桑（50°28'1"N, 2°2'28"E）面积6.71 平方千米，位于法国上法蘭西大區加来海峡省，该省份为法国北部沿海省份，西北濒北海，南至索姆省，东临北部省。
与桑莱弗雷桑接壤的市镇（或旧市镇、城区）包括：克雷基、弗雷桑、普朗克、鲁瓦永、托尔西。
桑莱弗雷桑的时区为UTC+01:00、UTC+02:00（夏令时）。

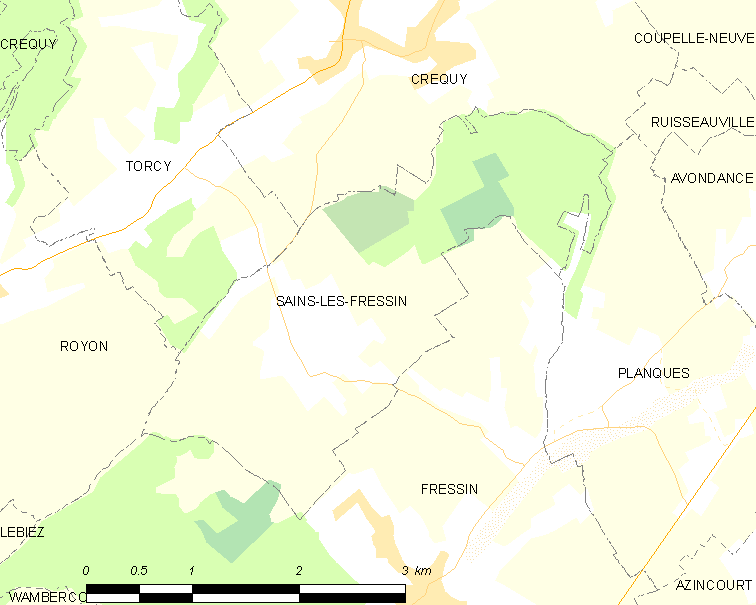
桑莱弗雷桑的OSM定位图

## 行政
桑莱弗雷桑的邮政编码为62310，INSEE市镇编码为62738。

## 政治
桑莱弗雷桑所属的省级选区为弗吕日县。

## 人口

1962-2008年间桑莱弗雷桑人口变化图示

桑莱弗雷桑于2022年1月1日时的人口数量为152人。